# Ehestorf (Elsdorf)
Ehestorf ist ein Ortsteil der Gemeinde Elsdorf im niedersächsischen Landkreis Rotenburg (Wümme).
Der Ort liegt an der Kreisstraße K 142 östlich des Kernortes Elsdorf. Südlich verläuft die A 1.
In Ehestorf gibt es diese Vereine: Schützenverein Hatzte-Ehestorf e. V., Freiwillige Feuerwehr Hatzte-Ehestorf, Dorfgemeinschaft Ehestorf Hatzte e. V.